# 宁夏医科大学
宁夏医科大学是中国宁夏银川市的一所大学。

## 校史
1958年，宁夏医学院成立。1962年，与宁夏师范学院、宁夏农学院合并为宁夏大学，改称宁夏大学医学系。1972年，上海铁道医学院迁至银川，与宁夏大学医学系合并组建宁夏医学院。2008年，宁夏医学院更名为宁夏医科大学。